# الضهية (كعيدنة)

تعديل مصدري - تعديل

الضهية هي إحدى قرى عزلة بني نشر بمديرية كعيدنة التابعة لمحافظة حجة، بلغ تعداد سكانها 824 نسمة حسب تعداد اليمن لعام 2004.